# Run (versión de Leona Lewis)
«Run» —en español: «Correr»— es una versión hecha por la cantante británica Leona Lewis, de la canción original de Snow Patrol. La versión de «Run» fue producida por Steve Robson, e incluida en la versión de lujo del álbum Spirit y en 2011 en la versión estadounidense de Hurt: The EP. Fue lanzada por J Records en el Reino Unido, como el cuarto sencillo de Spirit, el primer álbum de estudio de la cantante.
Inicialmente, «Run» fue interpretada por Leona Lewis en el programa Live lounge de la radio BBC. Dado a su éxito, fue grabada en estudio e incluida en la nueva edición de Spirit, en el año 2008.
Aunque hasta la fecha el sencillo ha sido lanzado oficialmente sólo en algunos países de Europa, este también ingresó a las listas musicales de América anglosajona. Procurando continuar con el éxito registrado por «Bleeding love» y «Better in time» en el Viejo Continente, «Run» se posicionó número uno en las listas musicales de sencillos de Austria, Bulgaria, Irlanda y el Reino Unido.
La canción fue la ganadora del premio EñE a la mejor versión o remix de un tema grabado en 2008. La intérprete Leona Lewis además ganó otros 5 premios, convirtiéndose en la gran triunfadora de la IV edición con un total de 6 premios.

## Antecedentes
La primera vez que Lewis presentó la canción fue en Live Lounge section del programa The Jo Whiley Show, en donde los cantantes interpretaban dos canciones: una canción de ellos y otra de otro artista, en un formato acústico. La grabación fue realizada en BBC Maida Vale Studios. Luego de la presentación de Lewis, el presentador comentó que; "La gente quiso llorar de la emoción". Debido al gran éxito en línea que tuvo la versión, la versión fue añadida a las emisoras locales. Más tarde Lewis la grabaría de manera oficial en septiembre de 2008 para el relanzamiento de su álbum Spirit. Su lanzamiento digital fue efectuado durante noviembre y diciembre de 2008 en Irlanda y Reino Unido. En los Estados Unidos, fue publicado el 16 de diciembre de 2008.

## Video musical
El video musical de «Run» fue dirigido por Jake Nava en Sudáfrica, quien trabajó por primera vez con Leona Lewis.
Al respecto, su director declaró; "Este video musical va a mostrar quién es la verdadera Leona".

## Formatos
Digitales
| Descarga digital |                    |          |  |
| N.º              | Título             | Duración |  |
| 1.               | «Run» (Single Mix) | 04:39    |  |

| Descarga digital - Spirit (Deluxe Edition) |        |          |  |
| N.º                                        | Título | Duración |  |
| 1.                                         | «Run»  | 05:14    |  |

| Descarga digital - The Labyrinth Tour: Live from the O2 |                          |          |  |
| N.º                                                     | Título                   | Duración |  |
| 1.                                                      | «Run» (Live from the 02) | 05:17    |  |

| Descarga digital - Hurt: The EP (US Edition) |                    |          |  |
| N.º                                          | Título             | Duración |  |
| 1.                                           | «Run» (Single Mix) | 04:39    |  |

## Rendimiento en las listas musicales de canciones

### Europa
«Run» tuvo un gran éxito en varios países de Europa. Debutó directamente en la posición número uno de las listas musicales de sencillos de Irlanda y el Reino Unido; alcanzó la misma posición en las de Austria y Bulgaria; ingresó exitosamente al top 10 de las listas musicales de sencillos de Finlandia y Suiza; y, con un éxito menor, al top 20 de las de Alemania y Suecia. Con ello, se posicionó número seis en el European Hot 100 Singles de Billboard, en el cual se convirtió en el cuarto sencillo top 10 de Leona Lewis y en el primero de ellos después de «Better in time».

### Reino Unido
En el Reino Unido, «Run» debutó la semana del 7 de diciembre de 2008 directamente en la posición número uno del UK Singles Chart, en el cual se convirtió en el tercer sencillo número 1 de la cantante y en el primero de ellos después de «Bleeding Love». Esto, tras despojar de aquella posición a «Greatest day» de Take That, el que registró un debut homólogo la semana anterior, y tras superar en éxito a la versión original de Snow Patrol, la que se posicionó número cinco en el UK Singles Chart en el año 2006.
El elevado debut de «Run» en la lista musical, se debió a que el sencillo vendió alrededor de 133.000 descargas digitales en su primera semana en el país. De éstas, un poco más de 69.200 fueron vendidas sólo en sus dos primeros días en el mercado musical británico, con las cuales «Run» rompió el récord del sencillo más rápidamente vendido en el país.
Dado a su éxito comercial, «Run» lideró el UK Singles Chart durante sus dos primeras semanas en la lista musical, pues, en su tercera semana, este fue despojado por el debut de "Hallelujah" de Alexandra Burke —el primer sencillo de otra de las ganadoras de X Factor—. En suma, «Run» permaneció durante un período de siete semanas consecutivas en el top 10 del UK Singles Chart y figuró en la posición número 13 del listado de los sencillos más exitosos del año 2008 en el Reino Unido.

## Rankings

### Semanales
| América del Norte |                          |    |        |  |
| Canadá            | Canadian Hot 100         | 13 | [ 23 ] |  |
| Estados Unidos    | Billboard Hot 100        | 81 | [ 24 ] |  |
| Europa            |                          |    |        |  |
| Alemania          | Top 100 canciones        | 3  | [ 25 ] |  |
| Austria           | Top 75 canciones         | 1  | [ 26 ] |  |
| Eslovaquia        | Top 100 canciones        | 34 | [ 27 ] |  |
| Finlandia         | Top 20 canciones         | 7  | [ 28 ] |  |
| Irlanda           | Top 50 canciones         | 1  | [ 29 ] |  |
| Luxemburgo        | Digital Songs            | 3  | [ 30 ] |  |
| Países Bajos      | Top 100 canciones        | 77 | [ 31 ] |  |
| Reino Unido       | Top 75 canciones         | 1  | [ 32 ] |  |
| Suecia            | Top 60 canciones         | 13 | [ 33 ] |  |
| Suiza             | Top 75 canciones         | 2  | [ 34 ] |  |
| Europa            | European Hot 100 Singles | 6  | [ 35 ] |  |

| Predecesor: «Hero» de los finalistas de X Factor | Top 50 Singles — Sencillo N° 1 20 de noviembre de 2008 — 17 de diciembre de 2008  | Sucesor: «Hallelujah» de Alexandra Burke |
| Predecesor: «Greatest day» de Take That          | UK Singles Chart — Sencillo N° 1 7 de diciembre de 2008 — 20 de diciembre de 2008 | Sucesor: «Hallelujah» de Alexandra Burke |
| Predecesor: «Hot N Cold» de Katy Perry           | Top 75 Singles — Sencillo N° 1 21 de enero de 2009 — 10 de febrero de 2009        | Sucesor: «Blown Away» de Oliver          |

### Anuales
| Europa      |                   |    |        |
| Alemania    | Top 100 canciones | 38 | [ 36 ] |
| Austria     | Top 75 canciones  | 22 | [ 37 ] |
| Reino Unido | Top 100 canciones | 63 | [ 38 ] |
| Suiza       | Top 75 canciones  | 13 | [ 39 ] |

## Certificaciones
| Europa      |      |      |              |         |        |
| Austria     | IFPI | 2008 | Disco de oro | 15 000  | [ 40 ] |
| Reino Unido | BPI  | 2008 | Disco de oro | 400 000 | [ 41 ] |

## Historial de lanzamientos
| País           | Fecha                   | Sello      | Formato                          | Ref.   |
| -------------- | ----------------------- | ---------- | -------------------------------- | ------ |
| Irlanda        | 14 de noviembre de 2008 | Syco Music | Descarga digital                 |        |
| Reino Unido    | 30 de noviembre de 2008 | Syco Music | Descarga digital                 |        |
| Alemania       | 12 de diciembre de 2008 | Sony Music | Descarga digital, Sencillo en CD | [ 42 ] |
| Estados Unidos | 16 de diciembre de 2008 | J Records  | Descarga digital                 | [ 43 ] |
| Canadá         | 16 de diciembre de 2008 | J Records  | Descarga digital                 |        |